# Divisione di Faridkot
La divisione di Faridkot è una divisione dello stato federato indiano del Punjab, di 2.422.332 abitanti. Il suo capoluogo è Faridkot.
La divisione di Faridkot comprende i distretti di Faridkot, Bathinda e Mansa.